# Кољани
Кољани су насељено мјесто на подручју града Лакташи, Република Српска, БиХ. Према попису становништва из 1991. у насељу је живјело 205 становника.

## Становништво
| Демографија | Демографија | Демографија |
| Година      | Становника  | Становника  |
| ----------- | ----------- | ----------- |
| 1948.       | 376         |             |
| 1953.       | 369         |             |
| 1961.       | 356         |             |
| 1971.       | 271         |             |
| 1981.       | 208         |             |
| 1991.       | 204         |             |